# Kajetan Kajetanowicz
Kajetan Kajetanowicz, dit Katjo, né le 5 mars 1979 à Cieszyn, est un pilote de rallye polonais, triple champion d'Europe.

## Biographie
Il commence la compétition automobile en 2003, sur Peugeot 106 S16.
Son compatriote Jaroslaw Baran est son copilote depuis 2009.
Il remporte le championnat d'Europe des rallyes en 2015 avec deux victoires, au Jänner autrichien en début d'année sur glace, et au rallye de l'Acropole sur terre cette-fois, en octobre. L'Irlandais Craig Breen est son dauphin, malgré trois victoires de rang en début de championnat.
Il est de nouveau sacré champion d'Europe des rallyes en 2016 et 2017, et son écurie Lotos Rally Team est championne d'Europe en 2016.

## Palmarès(au 06/07/2017)

### Titres
- Champion d'Europe des rallyes 2015, sur Ford Fiesta R5 ;
- Champion d'Europe des rallyes 2016, sur Ford Fiesta R5 ;
- Champion d'Europe des rallyes 2017, sur Ford Fiesta R5 ;
- Gravel Master (Maître sur Terre) du Championnat d'Europe des rallyes en 2014 et 2015, sur Ford Fiesta R5 ;
- Ice Master (Maître sur Glace) du Championnat d'Europe des rallyes en 2015, sur Ford Fiesta R5 ;
- Quadruple Champion de Pologne des rallyes consécutivement, en 2010, 2011, 2012 et 2013, sur Subaru Impreza ;
- Champion de Pologne des rallyes du Groupe N, en 2008 ;
  - Vice-champion de Pologne des rallyes : 2008 ;
  - Vice-champion de Slovaquie des rallyes : 2012.

### 9 victoires en championnat d'Europe
- Rallye de Pologne : 2010 et 2011 sur Subaru Impreza STi, et 2013 sur Ford Fiesta R5 (copilote J.Baran à 3 reprises) ;
- Rallye Jänner : 2015 sur Ford Fiesta R5 (copilote J.Baran) ;
- Rallye de Chypre : 2014 et 2015 sur Ford Fiesta R5 (copilote J.Baran ; équipage 2x2e au général) ;
- Rallye de l'Acropole : 2015 et 2017 sur Ford Fiesta R5 (copilote J.Baran) ;
- Rallye de Rzeszów : 2016 sur Ford Fiesta R5 (copilote J.Baran) ;

### 19 victoires en championnat de Pologne
- Rallye Elmot Rémy : 2007 ;
- Rallye Elmot Krause : 2009 ;

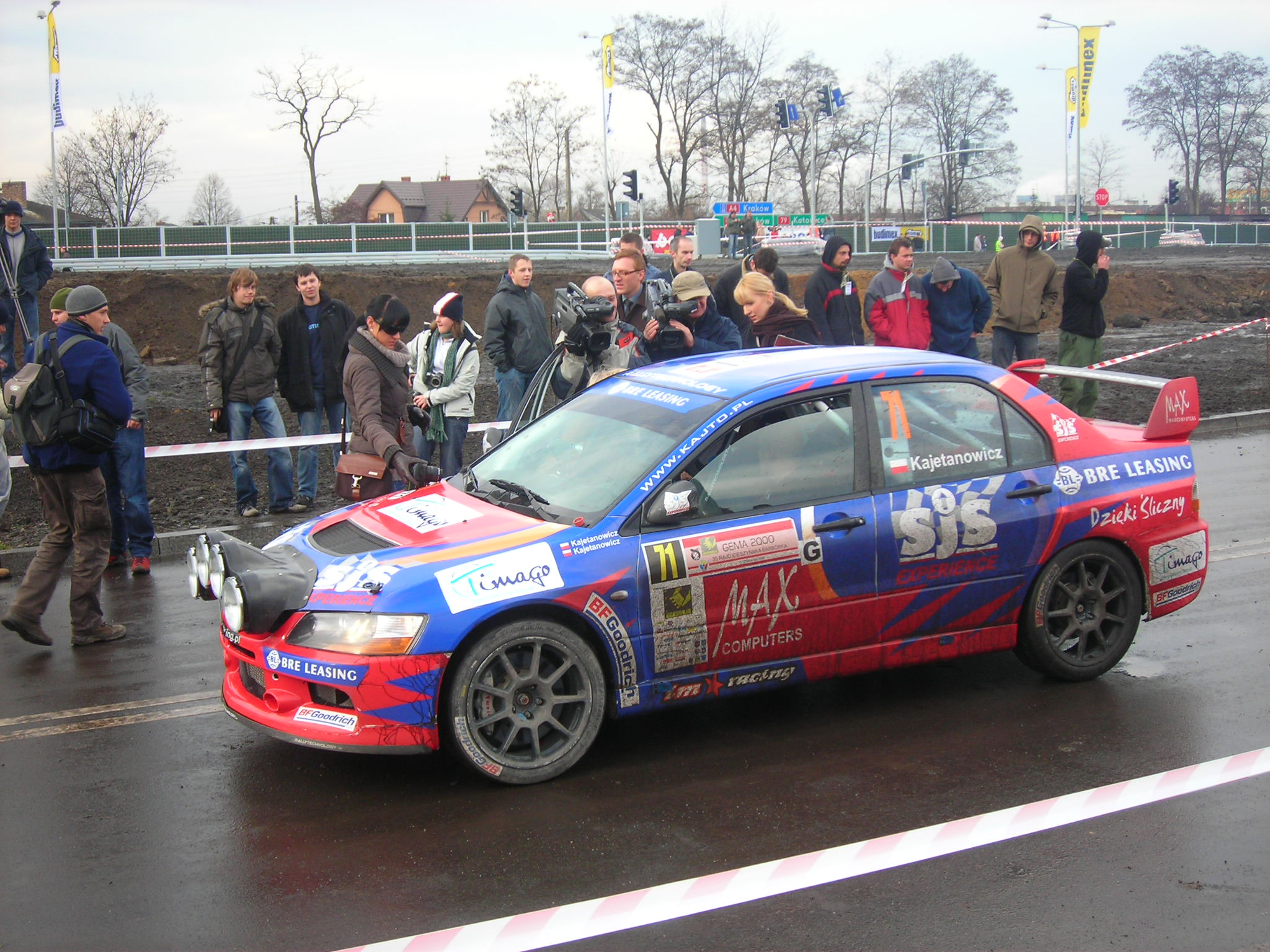
La Mitsubishi Lancer Evo IX de K. Kajetanowicz en 2008 (Jawor-Sprint).

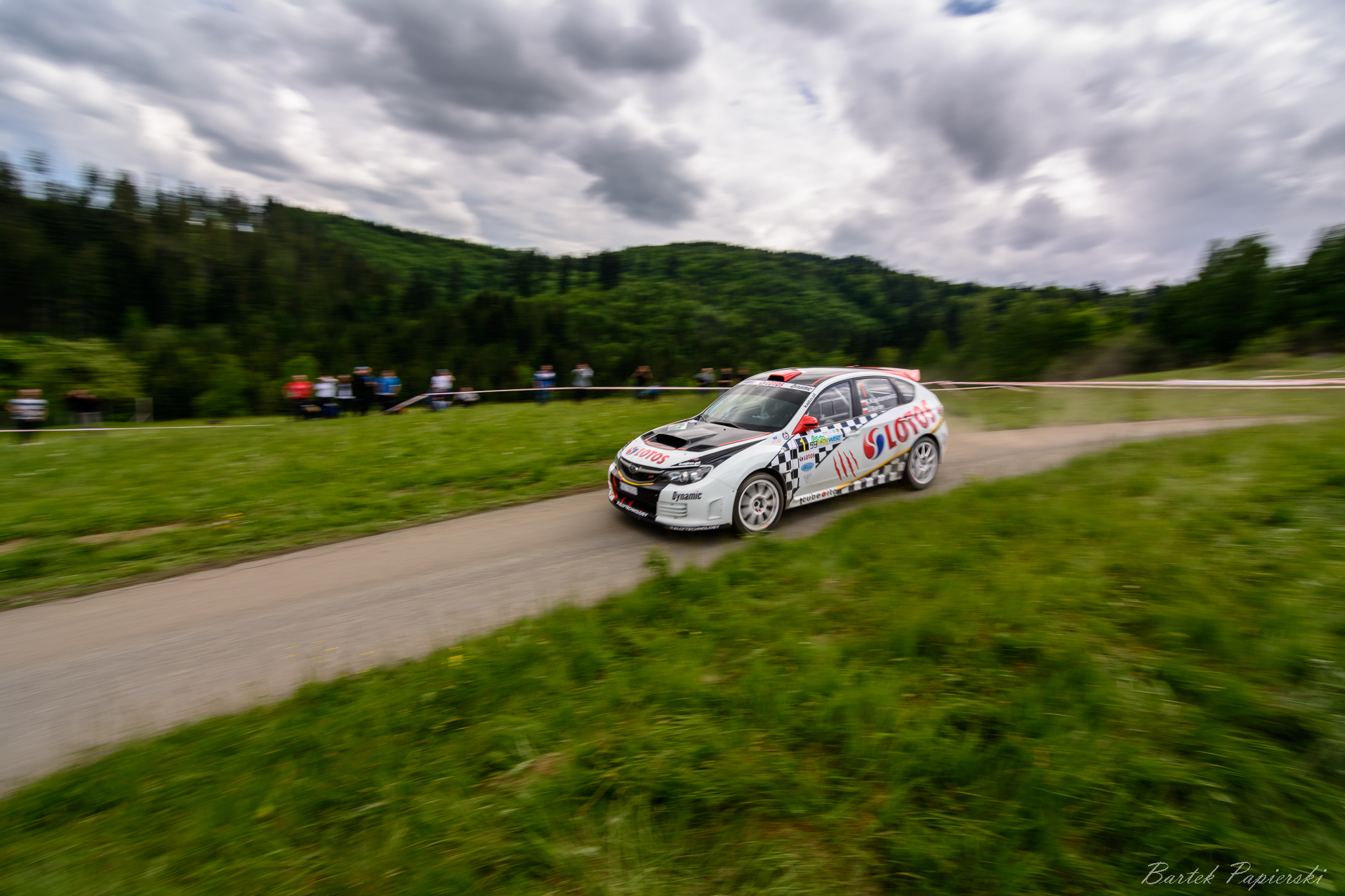
Kajetanowicz à Wisla en 2013.

- Rallye Dolnoslaski : 2009 et 2011 ;
- Rallye Coupe de Baltique : 2010, 2011 et 2012 ;
- Rallye de Pologne : 2010, 2011 et 2013 ;
- Rallye Warszawski : 2010 ;
- Rallye Świdnicki Krause : 2011 et 2013 ;
- Rallye Karkonoski : 2011 et 2013 ;
- Rallye Rzeszowski : 2011 et 2013 ;
- Rallye Košice : 2011 (Slovaquie) ;
- Rallye Wisly : 2013 ;

### Victoire en championnat d'Autriche
- Rallye Waldviertel : 2013 ;

### Autre victoire polonaise
- Rallye Barbórka - OS Karowa : 2012, 2013, 2014, 2015 et 2016.